# علم ديلاوير

علم ديلاوير

علم ديلاوير علم يمثل ولاية ديلاوير، اعتمد في 24 تموز عام 1913. يتكون علم ديلاوير من معين برتقالي اللون على خلفية من الأزرق الأثمدي، داخل المعين يوجد شعار النبالة لولاية ديلاوير، أسفل المعين يوجد التاريخ (December 7, 1787)؛ اليوم الذي صادقت فيه ديلاوير على دستور الولايات المتحدة الأمريكية لتكون أول الولايات المصادقة. لون العلو هو لون زي جورج واشنطون. شعار النبالة في مركز العلم اعتمد في 17 كانون الثاني عام 1777.

## وصلات خارجية
ويكيبيديا الإنجليزية